# Zamia sandovalii
Zamia sandovalii là một loài thực vật hạt trần trong họ Zamiaceae. Loài này được C.Nelson mô tả khoa học đầu tiên năm 2005.